# Giuseppe Pannini
Giuseppe Pannini (Roma, 1720 – Roma, 1812) è stato un architetto, scenografo e archeologo italiano.

## Biografia
Figlio del pittore e architetto Giovanni Paolo Pannini, lavorò a Roma nel periodo fra tardobarocco e neoclassicismo.